# Un homme nature
Albums de Doc Gynéco
Menu Best Of
(2003) Doc Gynéco enregistre au quartier
(2006)
Un homme nature est le 4e album du rappeur Doc Gynéco, sorti en 2006. 
On peut noter que La Grande Sophie est l'auteur de Lov Lov Lov et que Stomy Bugsy est compositeur de certains titres. Sur cet album Doc Gyneco reprend L'homme pressé de Noir Désir. 
Cet album est sorti en même temps qu'un autre album nommé Doc Gynéco enregistre au quartier en 2006.
Fait curieux, aucun musicien, aucun(e) choriste ou le moindre arrangeur n'est mentionné dans les crédits de cet album double.

## Liste des titres
1. La party feat. Boozoo
2. Le 3e homme
3. Matérialiste
4. Un homme nature
5. Reurti feat. Les 2 Doigts
6. Nos larmes avec Corneille
7. J'ai jamais dit "je t'aime"
8. Lov Lov Lov
9. String my belle
10. Elle aime
11. La douleur et la haine
12. Tu mens feat. Stomy Bugsy
13. Stoppe la dette
14. L'homme pressé